# Castello Scaligero (Soave)
Het Castello Scaligero is een kasteel in Soave, een stad in de Noord-Italiaanse regio Veneto. Het is in privé-bezit.
Het oudste deel dateert van de 10e eeuw, namelijk de toren Mastio genoemd, bovenop de heuveltop van Monte Tenda. Later in de middeleeuwen werd er bijgebouwd rond drie binnenplaatsen, voor een totale oppervlakte van 60 are. Vanuit het kasteel lopen links en rechts de stadsmuren heuvelafwaarts die beneden in het dal de middeleeuwse stad samen omwallen.

## Naam
De naam verwijst naar het huis della Scala, het regerende huis in de stadstaat Verona tijdens de middeleeuwen. De eerste uit dit huis die het kasteel bezat was Mastino I della Scala (1271); de laatste was Cansignorio della Scala (1375), die de laatste bouwwerken uitvoerde, met name de lange ringmuren.

## Historiek

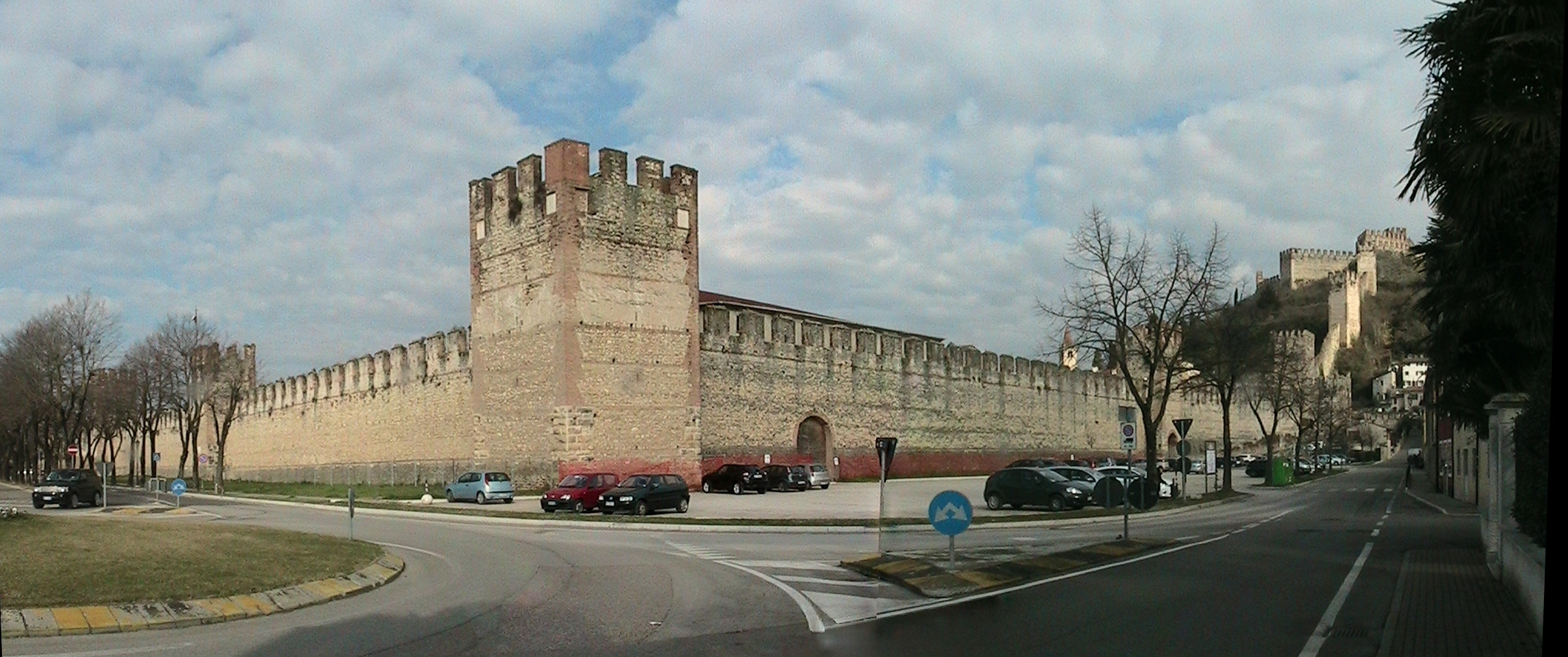
Kasteel rechts boven op de foto; vooraan stadsmuren van Soave

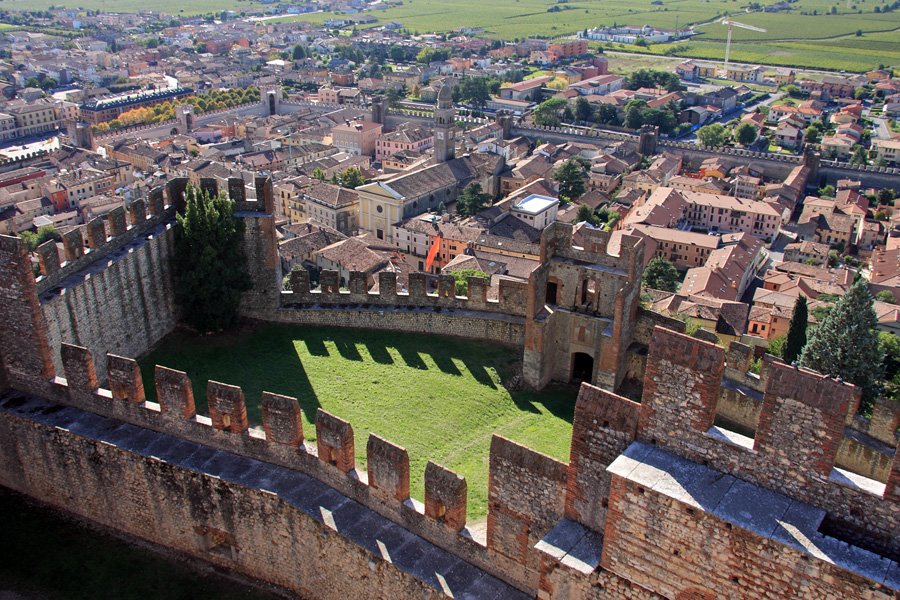
Bovenaanzicht

### Voor het huis della Scala
Reeds in de 10e eeuw verleende Berengarius I, koning van Italië, aan lokale heren de macht over Soave, teneinde hoofd te kunnen bieden aan invallende Magyaren. De oude toren Mastio dateert van die tijd; deze is gebouwd op resten van een Romeinse uitkijktoren. 
Het was graaf Sambonificio uit Verona die in de 12e eeuw een oorkonde kreeg van keizer Frederik I Barbarossa. De graven woonden in het kasteel tot ze het moesten afstaan, in 1226, aan Ezzelino II da Romana, sterke man in Verona. Van 1237 tot 1271 was het kasteel in handen van de lokale heren van Soave, namelijk de familie Greppi. 

### Huis della Scala
Ondertussen was het huis della Scala aan de macht gekomen in de stadstaat Verona; hun expansie leidde naar veroveringsoorlogen. In 1271 veroverde Mastino I della Scala het kasteel. De familie della Scala bouwde het kasteel uit tot haar huidige vorm; Cansignorio della Scala (1340-1375) was de grootste bouwheer. De familie bezat het kasteel quasi onafgebroken voor een eeuw tot in 1387. Een onderbreking vond plaats in 1338 toen troepen van Rolando de’Rossi da Parma uit Florence met steun van de Venetianen kort de familie della Scala verjoegen. 
Na de val in 1387 betrokken de Visconti uit Milaan en het huis Carrara uit Padua het Castello Scaligero.

### Republiek Venetië
Met Verona’s overgave aan Venetië (1405) brak de periode aan van Venetiaans bestuur, die duurde tot 1796. Het Castello Scaligero werd een nuttig militair bolwerk zoals een tijdgenoot het uitdrukte in het Latijn: utilissima nostro dominio of “zeer nuttig voor onze republiek”. In 1439 veroverden de Visconti uit Milaan andermaal kort het kasteel. Een grotere aanval gebeurde door de keizerlijke troepen van Maximiliaan I van Oostenrijk in de jaren 1509-1511. Het maakte deel uit van de Oorlog van de Liga van Kamerijk. Een bloedige strijd werd gestreden om het Castello Scaligero. Honderden inwoners uit Soave vonden de dood; de lokale held was Antonio Marogna die, volgens de kroniekschrijvers in Verona, de Oostenrijkse schildwachten in stukken sneed. De doge in Venetië schonk versieringen aan het Castello Scaligero, die de roem van Venetië voorstelden. Na deze oorlog werd het rustig in Soave.
In 1696 verwierf de familie Gritti uit Venetië het kasteel, nadat zij al een eeuw het kasteel huurden. De republiek Venetië was immers in geldnood door de Ottomaans-Venetiaanse oorlogen. Het kasteel bleef verder privaat bezit.

### Koninkrijk Italië
In 1889 was Giulio Camuzzoni (1816-1897) de eigenaar van het Castello Scaligero. Hij was burgemeester van Verona en senator in Rome. Hij liet het kasteel grondig restaureren.